# LEGO Friends: A következő fejezet
A LEGO Friends: A következő fejezet (eredeti cím: LEGO Friends: The Next Chapter) 2023-ban bemutatott dán televíziós 3D-s számítógépes animációs sorozat, melynek szereplői a Lego Friends játék legófigurái. Műfaja filmvígjáték- és kalandfilmsorozat. Az animációs játékfilmsorozat a Lego Friends of Heartlake City és a Lego Friends: Lányok bevetésen című sorozatoktól eltérő animációval készült.

## Szereplők
Autumn, a vörös hajú és zöld szemű lány imádja a természetet járni. Ő a legbátrabb szereplő a sorozatból, ezt be is bizonyítja 2. évad 4. részében (Autumn merész mutatványai), mikor Aliyával összeszólalkozik, mert Aliya szerint nem kéne ennyire merésznek lennie, mert a végén még baja esik. Aliya azért félti Autumnt, mert úgy született, hogy az egyik karja rövidebb, emiatt kevesebb dolgot tud biztonságosan csinálni. Később viszont Autumn elfogadja az úgynevezett karprotézist, Nova segítségével. Autumn az eredeti Lego Friends sorozatból megismert Mia lánya. Autumn, anyukája után imádja a természetet. Mia farmot vezet, ami tele van állatokkal. Autumn lovagol, majd az 1. évad 5. részében (Elszabadult kutyusok), barátnőjét Aliyát is meghívja, akivel már így is jó barátnők, később viszont legjobb barátnők lesznek. A neve angolul azt jelenti ősz, és [Ótümn]-nek kell kiejteni.
Aliya, már rögtön az első (és az előzmény részben is) szerepel. Amikor Zac, az unokatestvére jelentkezik a Heartlake Gimibe kötelességének érzi megfelelő barátokat és közeget találni neki. Aliya egy sötét bőrű lány, göndör sötétbarna hajjal, ami oldalt be van fonva. Barna szeme van, és tipikus diáklány. Jó tanuló, sőt még öltözködésében is diáklányos ruhákat visel. Aliyának nagyok az elvárásai magához, valószínűleg, mert sikeres, okos szülők gyermeke, ezért nem igazán szeret a barátaitól segítséget kérni, mert úgy érzi, hogy egyedül kell megoldania a problémákat. 

## Magyar változat
A szinkron a LEGO megbízásából készült.
- Főcímdal: Békefi Viktória
- Magyar szöveg: Nagy Emese (1. évad), Jánosi Emese (2. évad)
- Szinkronrendező: Somló Andrea

### Magyar hangok
- Bartus Emese –
- Bogdán Gergő – Brad
- Czető Ádám – Zac
- Czető Roland –
- Engel-Iván Lili –
- Faluvégi Fanni – Autumn
- Galbenisz Tomasz –
- Gáll Dávid – Olly
- Gáspár Kata – Hale igazgató (1. évad)
- Gyarmati Laura – Liann
- Györke Laura –
- Hermann Lilla – Andrea (2. évad)
- Hám Bertalan –
- Hegedűs Johanna – Nova
- Illés Dániel –
- Illésy Éva –
- Jenes Kitti –
- Juhász Réka –
- Károlyi Lilla Márta –
- Kenéz Ágoston –
- Kiss L. Jennifer –
- Kobela Kíra –
- Magyar Viktória – Paisley
- Molnár Olivér –
- Pál Dániel Máté – Leó
- Pálmai Szabolcs – Dr. Marlon
- Pekár Adrienn – Aliya
- Prokópius Gergő –
- Tárnok Csaba –
- Tóth Csanád –
- Tóth Márk –
- Schmidt Karolina –
- Sörös Miklós –
- Sipos Eszter Anna – Hale igazgató (3. évad), Andrea (3. évad)
- Szabó Andor –
- Szabó Luca –
- Szatmári Attila – Edző
- Szántó Balázs –
- Vámos Mónika –

## Évados áttekintés

### Epizódok
| Évad | Évad        | Epizódok    | Eredeti sugárzás  | Eredeti sugárzás  | Eredeti adó | Magyar sugárzás   | Magyar sugárzás   | Magyar adó | Magyar sugárzás     | Magyar sugárzás    | Magyar adó |
| Évad | Évad        | Epizódok    | Évadpremier       | Évadfinálé        | Eredeti adó | Évadpremier       | Évadfinálé        | Magyar adó | Évadpremier         | Évadfinálé         | Magyar adó |
| ---- | ----------- | ----------- | ----------------- | ----------------- | ----------- | ----------------- | ----------------- | ---------- | ------------------- | ------------------ | ---------- |
|      | Különkiadás | Különkiadás | 2023. január 29.  | 2023. január 29.  | YouTube     | 2023. február 12. | 2023. február 12. | YouTube    | 2023. október 7.    | 2023. október 7.   | Minimax    |
|      | 1           | 11          | 2023. március 26. | 2023. november 4. | YouTube     | 2023. július 14.  | 2023. december 9. | YouTube    | 2023. október 8.    | 2023. december 24. | Minimax    |
|      | 2           | 12          | 2024. június 13.  | 2024. december 5. | YouTube     | 2024. június 13.  | 2024. december 6. | YouTube    | 2024. augusztus 20. | 2024. december 27. | Minimax    |
|      | 3           | 20          | 2025. május 9.    | TBA               | YouTube     | 2025. május 9.    | TBA               | YouTube    | 2025. június 25.    | TBA                | Minimax    |

### Webizódok
| Évad | Évad                | Epizódok | Eredeti sugárzás   | Eredeti sugárzás   | Eredeti adó        | Magyar sugárzás    | Magyar sugárzás | Magyar adó |
| Évad | Évad                | Epizódok | Évadpremier        | Évadfinálé         | Eredeti adó        | Évadpremier        | Évadfinálé      | Magyar adó |
| ---- | ------------------- | -------- | ------------------ | ------------------ | ------------------ | ------------------ | --------------- | ---------- |
|      | REAKCIÓK            | 12       | 2023. április 13.  | 2023. december 1.  |                    | TBA                | TBA             |            |
|      | Aliya vlogja        | 18       | 2024. január 29.   | 2024. december 12. | TBA                | TBA                |                 |            |
|      | Zenei Klip          | 3        | 2024. július 13.   | 2024. október 1.   | 2025. január 19.   | 2025. január 21.   |                 |            |
|      | Mit ne tegyél soha… | 6        | 2024. november 14. | 2024. december 25. | 2024. november 14. | 2024. december 25. |                 |            |
|      | Barátság bakik      | 10       | 2025. január 24.   | 2025. április 28.  | 2025. január 3.    | 2025. április 3.   |                 |            |

## Epizódok

### Különkiadás (2023)
| Eredeti cím    | Magyar cím     | Rendezte        | Írta                          | Eredeti premier  | Magyar premier    | Magyar premier   | Magyar premier |
| Eredeti cím    | Magyar cím     | Rendezte        | Írta                          | Eredeti premier  | YouTube           | Minimax          | Netflix        |
| -------------- | -------------- | --------------- | ----------------------------- | ---------------- | ----------------- | ---------------- | -------------- |
| New Beginnings | Egy új kezdet! | Samuel Tourneux | Julie Stewart & Scott Stewart | 2023. január 29. | 2023. február 12. | 2023. október 7. |                |

### 1. Évad (2023)
| #   | #   | Eredeti cím            | Magyar cím                          | Rendezte        | Írta                                         | Eredeti premier      | Magyar premier    | Magyar premier     | Magyar premier   |
| #   | #   | Eredeti cím            | Magyar cím                          | Rendezte        | Írta                                         | Eredeti premier      | YouTube           | Minimax            | Netflix          |
| --- | --- | ---------------------- | ----------------------------------- | --------------- | -------------------------------------------- | -------------------- | ----------------- | ------------------ | ---------------- |
| 1.  | 1.  | Welcome Zac            | Üdvözlünk, Zac!                     | Samuel Tourneux | Julie Stewart & Scott Stewart                | 2023. március 26.    | 2023. július 14.  | 2023. október 8.   | 2023. október 7. |
| 2.  | 2.  | Fright Night           | Horror a pajtában                   | Samuel Tourneux | Eileen Grubba, Julie Stewart & Scott Stewart | 2023. április 8.     | 2023. július 15.  | 2023. október 14.  | 2023. október 7. |
| 3.  | 3.  | Doodle Doom            | Rajzos Rumli                        | Samuel Tourneux | Julie Stewart & Scott Stewart                | 2023. április 22.    | 2023. július 16.  | 2023. október 15.  | 2023. október 7. |
| 4.  | 4.  | Tap-Tap-Tup-Tup Clean  | Mancs! Mancs! Pancs! Pancs! Tiszta! | Samuel Tourneux | Julie Stewart                                | 2023. május 6.       | 2023. július 22.  | 2023. október 21.  | 2023. október 7. |
| 5.  | 5.  | Unstoppable Puppies    | Elszabadult Kutyusok                | Samuel Tourneux | Eileen Grubba & Julie Stewart                | 2023. május 27.      | 2023. július 23.  | 2023. október 22.  | 2023. október 7. |
| 6.  | 6.  | Over-Leveraged Leo     | Túlhajszolt Leo                     | Samuel Tourneux | Julie Stewart & Scott Stewart                | 2023. augusztus 12.  | 2023. október 22. | 2023. december 9.  | 2023. október 7. |
| 7.  | 7.  | The Heart of Heartlake | Heartlake szíve                     | Samuel Tourneux | Julie Stewart & Scott Stewart                | 2023. augusztus 26.  | 2023. október 21. | 2023. december 10. | 2023. október 7. |
| 8.  | 8.  | Decisions, Decisions   | Nehéz döntések                      | Samuel Tourneux | Julie Stewart & Scott Stewart                | 2023. szeptember 9.  | 2023. október 29. | 2023. december 16. |                  |
| 9.  | 9.  | It takes a village     | Együtt megcsináljuk!                | Samuel Tourneux | Julie Stewart & Scott Stewart                | 2023. szeptember 23. | 2023. november 4. | 2023. december 17. |                  |
| 10. | 10. | Come Together          | A megnyitó                          | Samuel Tourneux | Julie Stewart & Scott Stewart                | 2023. október 21.    | 2023. december 2. | 2023. december 23. |                  |
| 11. | 11. | The Perfect Holiday    | A tökéletes ünnep                   | Samuel Tourneux | Julie Stewart & Scott Stewart                | 2023. november 4.    | 2023. december 9. | 2023. december 24. |                  |

### 2. Évad (2024)
| #   | #   | Eredeti cím                  | Magyar cím                              | Rendezte              | Írta                           | Eredeti premier     | Magyar premier      | Magyar premier      | Magyar premier   |
| #   | #   | Eredeti cím                  | Magyar cím                              | Rendezte              | Írta                           | Eredeti premier     | YouTube             | Minimax             | Netflix          |
| --- | --- | ---------------------------- | --------------------------------------- | --------------------- | ------------------------------ | ------------------- | ------------------- | ------------------- | ---------------- |
| 12. | 1.  | Farm Fest                    | Farm feszt                              | Cindy Potel           | Scott Stewart                  | 2024. június 13.    | 2024. június 13.    | 2024. augusztus 20. | 2024. június 13. |
| 13. | 2.  | Space Race Competition       | A nagy űr-verseny                       | Benjamin Van Meggelen | Madison Bateman                | 2024. június 20.    | 2024. június 20.    | 2024. augusztus 21. | 2024. június 13. |
| 14. | 3.  | Liann's Magic Lucky Charms   | Liann szerencse talizmánjai             | Cindy Potel           | Samantha Silver                | 2024. június 27.    | 2024. június 27.    | 2024. augusztus 22. | 2024. június 13. |
| 15. | 4.  | Autumn's Stunts Trouble      | Autumn merész mutatványai               | Benjamin Van Meggelen | Eileen Grubba                  | 2024. július 4.     | 2024. július 4.     | 2024. augusztus 23. | 2024. június 13. |
| 16. | 5.  | Zac's Job Hunt               | Zac munkát keres                        | Cindy Potel           | Robyn Campbell & Scott Stewart | 2024. július 11.    | 2024. július 11.    | 2024. augusztus 26. | 2024. június 13. |
| 17. | 6.  | Ley-La, Rise of a Music Star | Ley-La, egy zenei csillag felemelkedése | Benjamin Van Meggelen | Samantha Silver                | 2024. július 18.    | 2024. július 18.    | 2024. augusztus 27. | 2024. június 13. |
| 18. | 7.  | Friends Fright Challenge     | Hozd a frászt a barátodra               | Cindy Potel           | Scott Stewart                  | 2024. augusztus 8.  | 2024. augusztus 8.  | 2024. december 20.  |                  |
| 19. | 8.  | Olly's Quest for Fame        | Harc a hírnévért                        | Benjamin Van Meggelen | Robyn Campbell & Scott Stewart | 2024. augusztus 15. | 2024. augusztus 15. | 2024. december 23.  |                  |
| 20. | 9.  | Secret Crush                 | Mondd el, mit érzel!                    | Cindy Potel           | Christopher Bernard            | 2024. augusztus 22. | 2024. augusztus 22. | 2024. december 24.  |                  |
| 21. | 10. | Music "Battle of the Stars"  | A sztárok zenés csatája                 | Benjamin Van Meggelen | Scott Stewart                  | 2024. augusztus 29. | 2024. augusztus 29. | 2024. december 25.  |                  |
| 22. | 11. | Friends Reunite              | Barátok újra együtt                     | Cindy Potel           | Scott Stewart                  | 2024. december 5.   | 2024. december 5.   | 2024. december 26.  |                  |
| 23. | 12. | Holiday Gift Swap Disaster   | Ajándékcsere katasztrófa                | Benjamin Van Geggelen | Samantha Silver                | 2024. december 5.   | 2024. december 6.   | 2024. december 27.  |                  |

### 3. Évad (2025)
| #   | #   | Eredeti cím                      | Magyar cím                    | Rendezte     | Írta                | Eredeti premier  | Magyar premier   | Magyar premier   | Magyar premier  |
| #   | #   | Eredeti cím                      | Magyar cím                    | Rendezte     | Írta                | Eredeti premier  | YouTube          | Minimax          | Netflix         |
| --- | --- | -------------------------------- | ----------------------------- | ------------ | ------------------- | ---------------- | ---------------- | ---------------- | --------------- |
| 24. | 1.  | Fake News Frenzy!                | Kamu Hírek Kalamajka          | Sam Tourneux | Samantha Silver     | 2025. május 9.   | 2025. május 9.   | 2025. június 25. | 2025. május 16. |
| 25. | 2.  | Rescue that Piano!               | Mentsd meg a zongorát!        | Sam Tourneux | Samantha Silver     | 2025. május 11.  | 2025. május 11.  | 2025. június 25. | 2025. május 16. |
| 26. | 3.  | Friends Prank Wars               | Hecc-háború                   | Sam Tourneux | Samantha Silver     | 2025. május 16.  | 2025. május 16.  | 2025. június 26. | 2025. május 16. |
| 27. | 4.  | Pickle's Perfect Pet Feast       | Ubi kedvenc új kajája         | Sam Tourneux | Samantha Silver     | 2025. május 18.  | 2025. május 18.  | 2025. június 26. | 2025. május 16. |
| 28. | 5.  | Comics & Confessions             | Kérem a képregényt            | Sam Tourneux | Scott Stewart       | 2025. május 23.  | 2025. május 23.  | 2025. június 27. | 2025. május 16. |
| 29. | 6.  | Cooking Dreams at Risk           | Séfálmok veszélyben           | Sam Tourneux | Scott Stewart       | 2025. május 25.  | 2025. május 25.  | 2025. június 27. | 2025. május 16. |
| 30. | 7.  | Comic Shop Lock-In!              | Képregénybolt kaland          | Sam Tourneux | Scott Stewart       | 2025. május 30.  | 2025. május 30.  | 2025. június 30. | 2025. május 16. |
| 31. | 8.  | Babysitting Mishaps              | Szökevény baba                | Sam Tourneux | Scott Stewart       | 2025. június 1.  | 2025. június 1.  | 2025. június 30. | 2025. május 16. |
| 32. | 9.  | Zac'S Awesome Soccer Skills      | Zac Hatalmas rúgása           | Sam Tourneux | Christopher Bernard | 2025. június 6.  | 2025. június 6.  | 2025. július 1.  | 2025. május 16. |
| 33. | 10. | Too Manny Cooks (In The Kitchen) | Túl sok szakács (a konyhában) | Sam Tourneux | Scott Stewart       | 2025. június 8.  | 2025. június 8.  | 2025. július 1.  | 2025. május 16. |
| 34. | 11. | Falling For Heartlake City       | Maradj Heartlake-ben!         | Sam Tourneux | Robyn Campbell      | 2025. június 13. | 2025. június 13. | 2025. július 2.  |                 |
| 35. | 12. | Creative Cook-Off Challenge      | Kreatív konyhai kihívás       | Sam Tourneux | Christopher Bernard | 2025. június 16. | 2025. június 16. | 2025. július 2.  |                 |
| 36. | 13. | Social Likes Vs. Kindness        | Lájkok kontra kedvesség       | Sam Tourneux | Scott Stewart       | 2025. június 20. | 2025. június 20. | 2025. július 3.  |                 |
| 37. | 14. | Beach Resort Showdown            | Reszkessetek bacik!           | Sam Tourneux | Scott Stewart       | 2025. június 22. | 2025. június 22. | 2025. július 3.  |                 |
| 38. | 15. | Nova's Quiet Time                | Nova pihenője                 | Sam Tourneux | Scott Stewart       | 2025. június 27. | 2025. június 27. | 2025. július 4.  |                 |
| 39. | 16. | Adventure Camp Competition       | Kalandparkos verseny          | Sam Tourneux | Robyn Campbell      | 2025. június 29. | 2025. június 29. | 2025. július 4.  |                 |
| 40. | 17. | Baby Dolphin Name Game           | Bébi Delfin név-játék         | Simon Anding | Scott Stewart       | 2025. július 4.  | 2025. július 4.  |                  |                 |
| 41. | 18. | Leo's Cooking Triumph!           | Leo győztes fogása!           | Sam Tourneux | Scott Stewart       | 2025. július 6.  | 2025. július 6.  |                  |                 |
| 42. | 19. | Holiday Crush Fiasco             | Kínos karácsonyi randi        | Sam Tourneux | Scott Stewart       |                  |                  |                  |                 |
| 43. | 20. | Movie Ticket Mayhem              | Mozijegymánia                 | Sam Tourneux | Scott Stewart       |                  |                  |                  |                 |

## Webizódok

### REAKCIÓK (REACTS) (2023)
| #   | Eredeti cím            | Magyar cím      | Rendezte   | Írta            | Eredeti premier                         | Magyar premier |
| --- | ---------------------- | --------------- | ---------- | --------------- | --------------------------------------- | -------------- |
| 1.  | Welcome Zac            |                 | Will Liney | Heather Biggins | 2023. április 13.                       |                |
| 2.  | Fright Night           |                 |            |                 | 2023. május 25.                         |                |
| 3.  | Doodle Doom            |                 |            |                 | 2023. június 1.                         |                |
| 4.  | Tap-Tap-Tup-Tup Clean  |                 |            |                 | 2023. június 8.                         |                |
| 5.  | Unstoppable Puppies    |                 |            |                 | 2023. július 25.                        |                |
| 6.  | Over-Leveraged Leo     | Túlhajszolt Leo |            |                 | 2023. augusztus 20. / 2023. november 7. |                |
| 7.  | The Heart of Heartlake |                 |            |                 | 2023. szeptember 4.                     |                |
| 8.  | Decisions, Decisions   |                 |            |                 | 2023. szeptember 24.                    |                |
| 9.  | It takes a village     |                 |            |                 | 2023. október 15.                       |                |
| 10. | Come Together          |                 |            |                 | 2023. november 19.                      |                |
| 11. | Best Moments           |                 |            |                 | 2023. november 30.                      |                |
| 12. | Bloopers               | Bakik           |            |                 | 2023. december 1.                       |                |

### Aliya vlogja (Aliya’s Vlog) (2024)
| #   | Eredeti cím                        | Magyar cím            | Rendezte   | Írta            | Eredeti premier    | Magyar premier |
| --- | ---------------------------------- | --------------------- | ---------- | --------------- | ------------------ | -------------- |
| 1.  | FOMO                               | '                     | Diana Rosu | Samantha Silver | 2024. január 29.   |                |
| 2.  | Real Talk: Bullies                 | Iskolai zaklatók      | Diana Rosu | Samantha Silver | 2024. február 5.   |                |
| 3.  | Back to School                     | Iskolakezdés          | Diana Rosu | Samantha Silver | 2024. február 12.  |                |
| 4.  | New Kid at School                  | Új srác a suliban     | Diana Rosu | Samantha Silver | 2024. február 19.  |                |
| 5.  | Roomies                            | Szobatársak           | Diana Rosu | Samantha Silver | 2024. február 26.  |                |
| 6.  | Thinking About Getting a Pet       | Új kisállat           | Diana Rosu | Samantha Silver | 2024. március 4.   |                |
| 7.  | How to Get Zen                     | '                     | Diana Rosu | Samantha Silver | 2024. március 11.  |                |
| 8.  | Don’t Miss the Best Tips & Tricks! | '                     | Diana Rosu | Samantha Silver | 2024. április 1.   |                |
| 9.  | Let’s Compost                      | Komposztáljunk!       | Diana Rosu | Samantha Silver | 2024. április 22.  |                |
| 10. | Summer Reading Tips                | Mit olvassunk nyáron? | Diana Rosu | Samantha Silver | 2024. június 1.    |                |
| 11. | The Best Sleepover Ever!           | '                     |            |                 | 2024. október 10.  |                |
| 12. | Fun Study Break Exercises!         | '                     |            |                 | 2024. október 17.  |                |
| 13. | The BFF Quiz!                      | '                     |            |                 | 2024. október 24.  |                |
| 14. | It's Halloween!                    | '                     |            |                 | 2024. október 31.  |                |
| 15. | Fun Math Everywhere!               | '                     |            |                 | 2024. november 8.  |                |
| 16. | Holiday Traditions!                | '                     |            |                 | 2024. december 12. |                |
| #   | Eredeti cím                        | Magyar cím            | Rendezte   | Írta            | Eredeti premier    | Magyar premier |
| 1.  | Catch Up on All the Fun!           | Ne maradj le!         |            |                 | 2024. május 13.    |                |
| 2.  | The BEST Moments from Aliya’s Vlog | '                     |            |                 | 2025. március 29.  |                |

### Zenei Klip (2024)
| #  | Eredeti cím                          | Magyar cím                | Rendezte | Írta | Eredeti premier      | Magyar premier   |
| -- | ------------------------------------ | ------------------------- | -------- | ---- | -------------------- | ---------------- |
| 1. | DOWN ANOTHER ROAD                    | Egy másik úton            |          |      | 2024. július 13.     | 2025. január 19. |
| 2. | IN BETWEEN THE LINES                 | A sorok között            |          |      | 2024. szeptember 25. | 2025. január 20. |
| 3. | I LIKE YOU JUST THE WAY THAT YOU ARE | Úgy kedvellek, ahogy vagy |          |      | 2024. október 1.     | 2025. január 21. |

### Mit ne tegyél soha… (Things You Should Never Do) (2024)
| #  | Eredeti cím                           | Magyar cím            | Rendezte | Írta | Eredeti premier    | Magyar premier     |
| -- | ------------------------------------- | --------------------- | -------- | ---- | ------------------ | ------------------ |
| 1. | Keep the MUSIC Down, Please!          | Figyelj a hangerőre!  |          |      | 2024. november 14. | 2024. november 14. |
| 2. | Sneaky Snacks? Not Here!              | Ne hozz saját kaját!  |          |      | 2024. november 21. | 2024. november 21. |
| 3. | Don’t Reveal Your BFF's CRUSH!        | Ne fecsegj ki titkot! |          |      | 2024. november 26. | 2024. november 26. |
| 4. | DON'T Fall Asleep in Your Fries!      | Ne dőlj ki a kajádba! |          |      | 2024. november 28. | 2024. november 28. |
| 5. | Play a Halloween Trick on Your BFF    | Borzongató nagy bukta |          |      | 2024. december 11. | 2024. december 11. |
| 6. | The Pickle Challenge... FAIL!         | Ubi kihívás           |          |      | 2024. december 25. | 2024. december 25. |
| #  | Eredeti cím                           | Magyar cím            | Rendezte | Írta | Eredeti premier    | Magyar premier     |
| 1. | ALL Friendship Codes YOU Should Know! | '                     |          |      | 2025. április 5.   |                    |

### Barátság bakik (Friendship Fails) (2025)
| #   | Eredeti cím                                | Magyar cím                    | Rendezte | Írta | Eredeti premier   | Magyar premier    |
| --- | ------------------------------------------ | ----------------------------- | -------- | ---- | ----------------- | ----------------- |
| 1.  | Nova's Toilet Paper Drama!                 | Vécépapír dráma               |          |      | 2025. április 25. | 2025. január 3.   |
| 2.  | Liann's Late for School!                   | Késő diák                     |          |      | 2025. április 26. | 2025. január 10.  |
| 3.  | Liann Can’t Keep Cool Around Her Crush     | Bejön a srác, de laza maradok |          |      | 2025. április 27. | 2025. január 17.  |
| 4.  | Trying NOT to Spoil the Surprise           | Totál elrontottam a meglepit! |          |      | 2025. január 24.  | 2025. január 24.  |
| 5.  | Is it Possible to Take the PERFECT Selfie? | A legeslegjobb szelfi         |          |      | 2025. április 28. | 2025. április 3.  |
| 6.  | Liann's Locker LOLs                        | Zár zűrzavar                  |          |      | 2025. február 7.  | 2025. február 7.  |
| 7.  | How NOT to Help a Friend Study             | Hogy ne segíts egy barátnak   |          |      | 2025. február 14. | 2025. február 14. |
| 8.  | Getting Mr. Maxwell's Attention            | Mit mondtam egy tanárnak?!    |          |      | 2025. február 21. | 2025. február 21. |
| 9.  | Nova’s New Headphones!                     | Szuperjó problémamegoldó      |          |      | 2025. február 28. | 2025. február 28. |
| 10. | Funny Phone Filter Fail!                   | Cicás filter volt rajtam!     |          |      | 2025. március 8.  | 2025. március 7.  |
| #   | Eredeti cím                                | Magyar cím                    | Rendezte | Írta | Eredeti premier   | Magyar premier    |
| 1.  | 10 Funniest Friendship Fails & Mistakes!   | '                             |          |      | 2025. április 12. |                   |

### További Rövidfilmek
| #   | Eredeti cím                              | Magyar cím                                 | Rendezte | Írta | Eredeti premier      | Magyar premier   |
| --- | ---------------------------------------- | ------------------------------------------ | -------- | ---- | -------------------- | ---------------- |
| 1.  | What Happens Next?                       |                                            |          |      | 2024. március 18.    |                  |
| 2.  | What Character Is It?                    |                                            |          |      | 2024. április 8.     |                  |
| 3.  | Guess the Next Word                      |                                            |          |      | 2024. április 15.    |                  |
| 4.  | Who Said This ?                          |                                            |          |      | 2024. április 29.    |                  |
| 5.  | Adventure Awaits                         | Vár a kaland                               |          |      | 2024. június 15.     | 2024. június 15. |
| 6.  | Adorable Animals                         |                                            |          |      | 2024. június 22.     |                  |
| 7.  | How Many Soccer Balls Can You Find?      |                                            |          |      | 2024. július 19.     |                  |
| 8.  | Leo’s Five Favorite Ways to Have Fun     |                                            |          |      | 2024. július 20.     |                  |
| 9.  | Aliya’s Five Favorite Ways to Have Fun   |                                            |          |      | 2024. július 27.     |                  |
| 10. | SNACK SQUAD                              |                                            |          |      | 2024. augusztus 2.   |                  |
| 11. | WHO LET THE PUPPIES OUT                  |                                            |          |      | 2024. augusztus 2.   |                  |
| 12. | Liann’s Five Favorite Ways to Have Fun   |                                            |          |      | 2024. augusztus 3.   |                  |
| 13. | Autumn’s Five Favorite Ways to Have Fun  |                                            |          |      | 2024. augusztus 10.  |                  |
| 14. | Zac’s Five Favorite Ways to Have Fun     |                                            |          |      | 2024. augusztus 17.  |                  |
| 15. | Paisley’s Five Favorite Ways to Have Fun |                                            |          |      | 2024. augusztus 24.  |                  |
| 16. | Can You Spot All the Farm Animals?       |                                            |          |      | 2024. augusztus 30.  |                  |
| 17. | Nova’s Five Favorite Ways to Have Fun    |                                            |          |      | 2024. augusztus 31.  |                  |
| 18. | Ready for a Guitar Hunt?                 |                                            |          |      | 2024. szeptember 6.  |                  |
| 19. | Olly’s Five Favorite Ways to Have Fun    |                                            |          |      | 2024. szeptember 7.  |                  |
| 20. | Sporty Stars                             | Sportos sztárok                            |          |      | 2024. szeptember 11. |                  |
| 21. | Guess Who’s on a Winning Streak!         |                                            |          |      | 2024. szeptember 13. |                  |
| 22. | Guess Who the Daredevil Is!              |                                            |          |      | 2024. szeptember 20. |                  |
| 23. | Fun, Friendship, and Farm Friends!       | Szórakozás, barátság és farmbeli pajtások! |          |      | 2024. október 22.    |                  |
| 24. | A HaPpY HaLloOoWeeEen                    | ViDáM HaLloWeEn                            |          |      | 2024. október 29.    |                  |
| 25. | And the Silly Spoof Award Goes To…       | A „Bolondos átverés” díjat kapja...        |          |      | 2024. november 5.    |                  |
| 26. | Quiz: What Character Is It?              |                                            |          |      | 2024. december 13.   |                  |
| 27. | Characters VS. Themselves?!              | Szereplők vs. saját maguk?!                |          |      | 2024. december 19.   |                  |
| 28. | Fans Go Wild for Ley-La’s Music!         | A rajongók odavannak Ley-La zenéjéért      |          |      | 2024. december 20.   |                  |
| 29. | Holiday Joy in Heartlake City            | Ünnepi öröm Heartlake Cityben!             |          |      | 2024. december 21.   |                  |
| 30. | Quiz: What Character Is It?              |                                            |          |      | 2024. december 27.   |                  |

## LEGO® Friends 4D Alien Invasion (2024)
| Eredeti cím                     | Rendezte | Írta | Eredeti premier  |
| ------------------------------- | -------- | ---- | ---------------- |
| LEGO® Friends 4D Alien Invasion |          |      | 2024. április 8. |